# Bodmer papyri

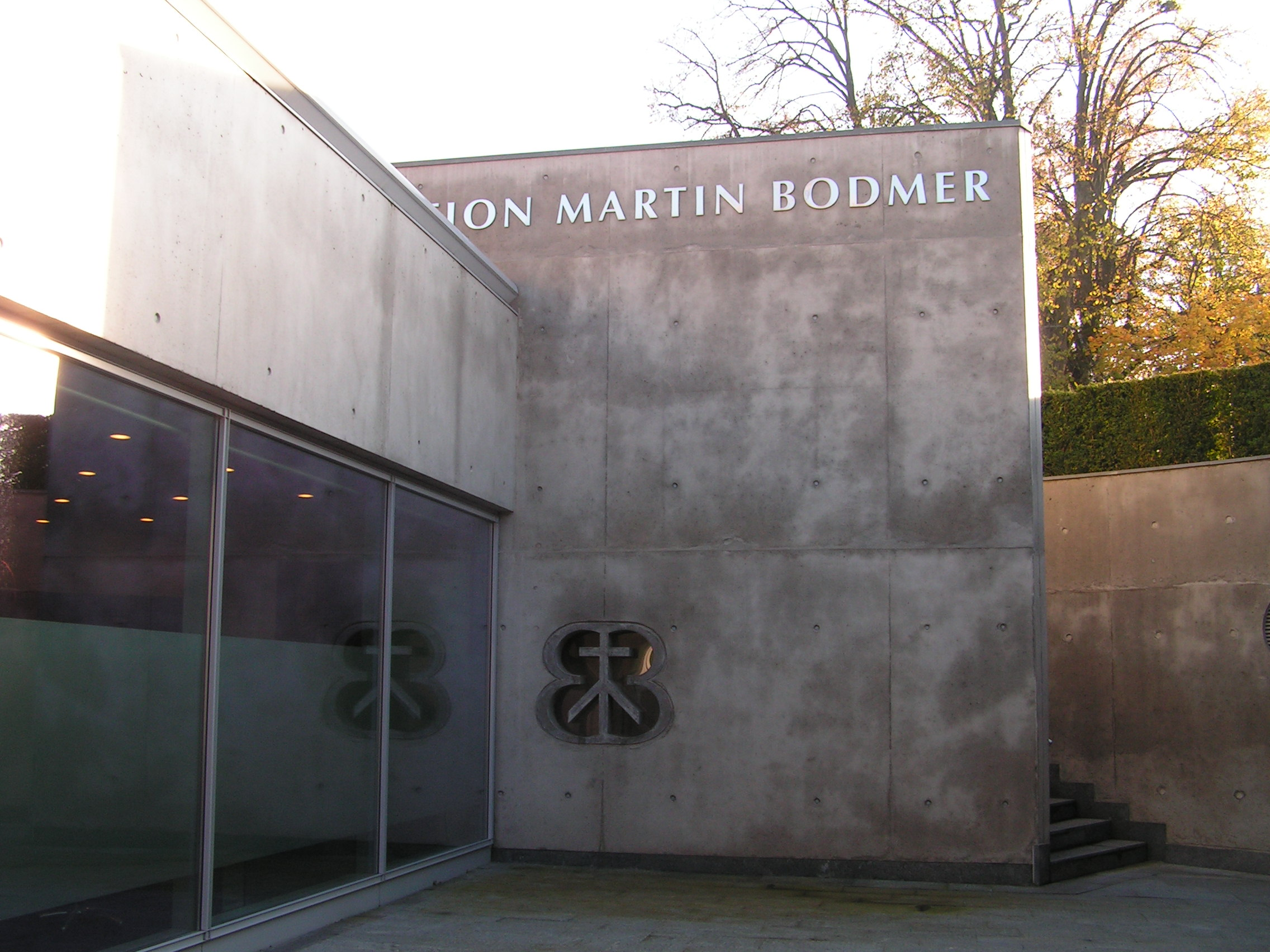
Bibliotheca Bodmeriana te Cologny

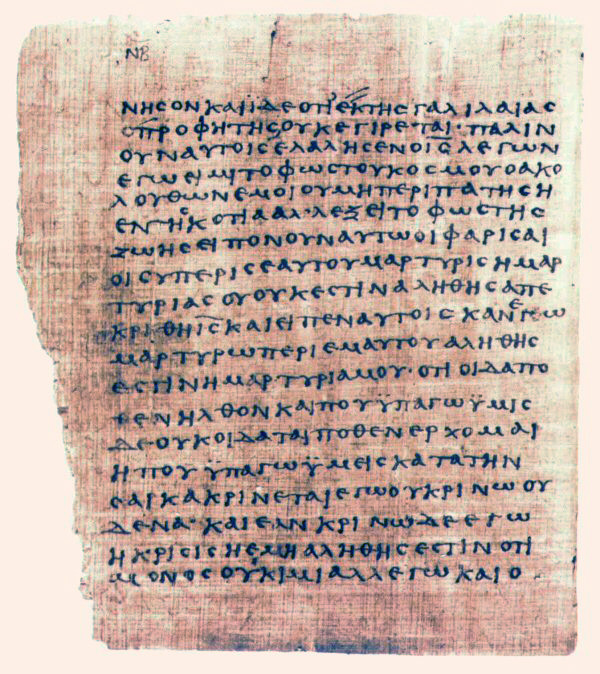
Papyrus 66; Johannes evangelie

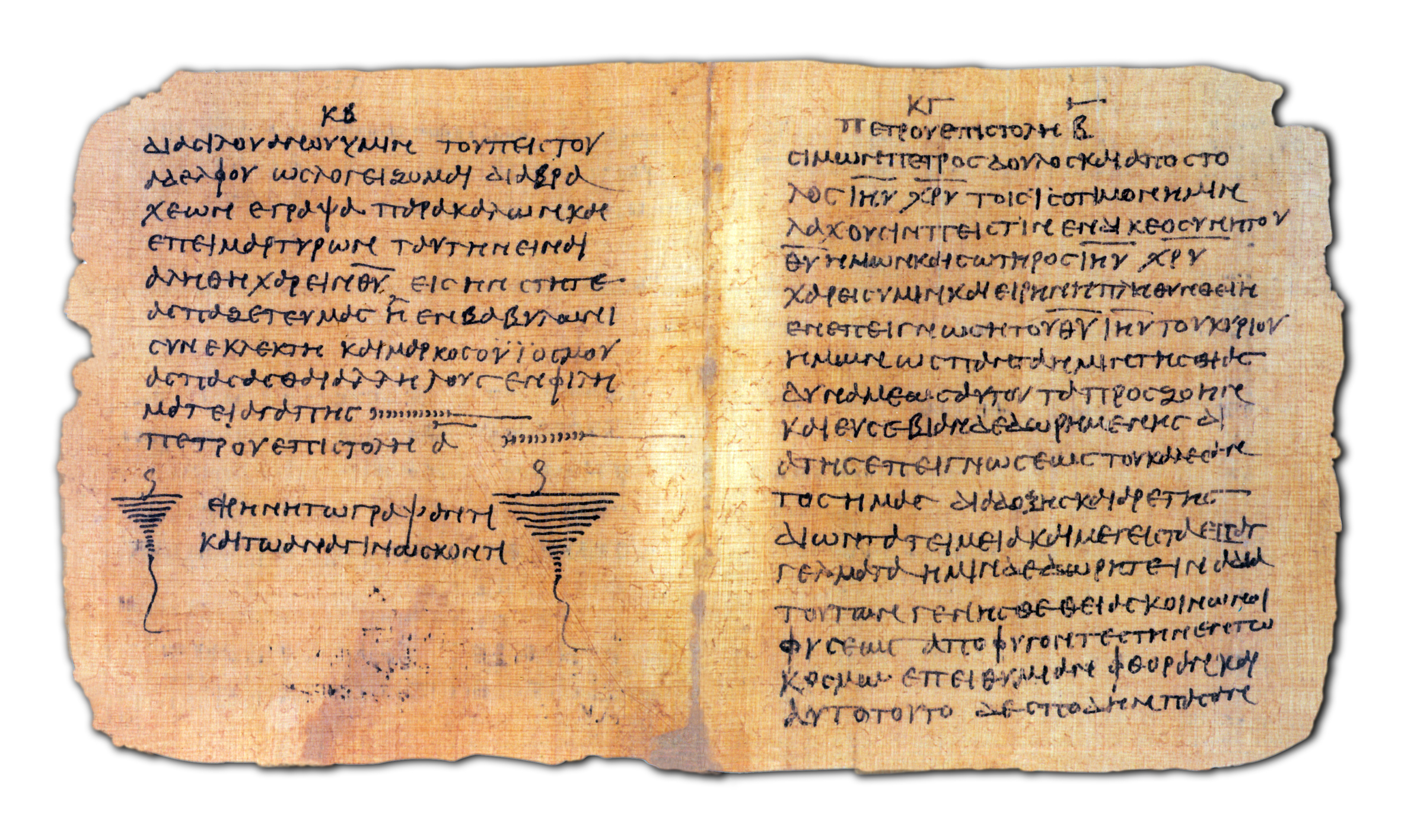
Papyrus 72: Petrus en Judas

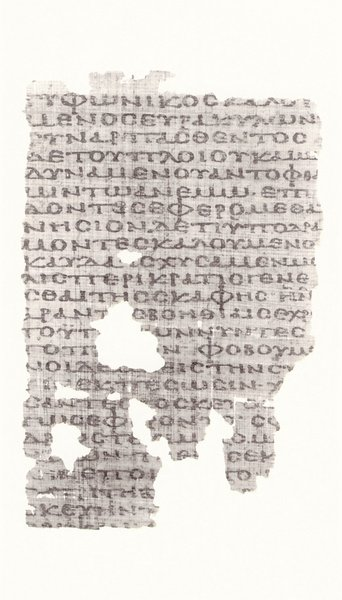
Papyrus 74: Handelingen en katholieke brieven

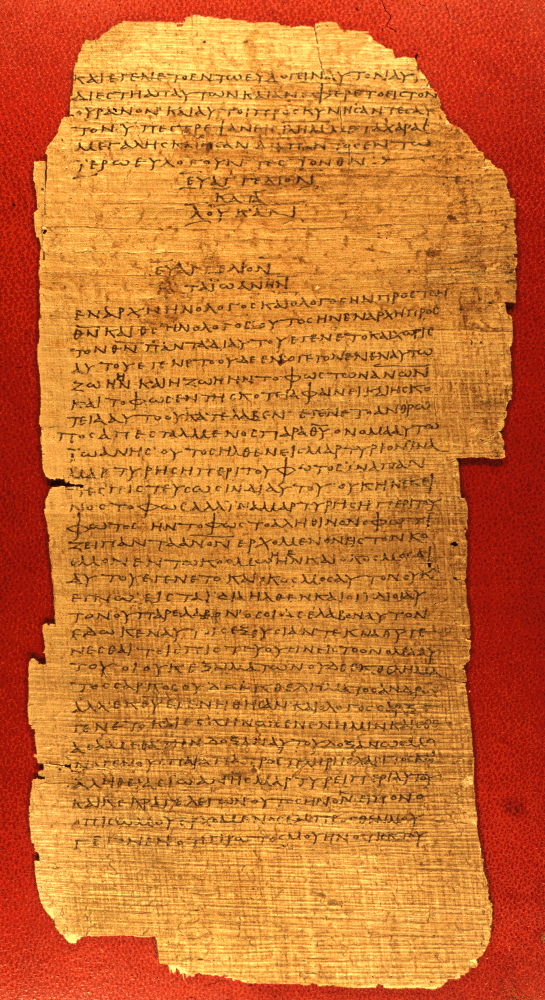
Papyrus 75: Evangelie volgens Lucas en volgens Johannes

De Bodmer papyri vormen een groep van ca. 50 manuscripten op papyrus die in 1952 ontdekt zijn in Egypte. Ze zijn genoemd naar Martin Bodmer die ze aankocht. De papyri bevatten tekstgedeelten van het Oude en Nieuwe Testament, vroeg-christelijke literatuur, Homeros en Menander. De oudste, Papyrus 66 dateert van omstreeks AD 200. De papyri worden bewaard in de Bibliotheca Bodmeriana, in Cologny, Zwitserland bij Genève. In 2007 heeft de Bibliotheek van het Vaticaan twee van de papyri, Papyrus 74 en Papyrus 75, in bezit gekregen en deze worden nu daar bewaard.

## Overzicht
De Bodmer papyri zijn in 1952 gevonden in Pabau, bij Dishna, Egypte het eeuwenoude hoofdkwartier van de Pachomius-kloosterorde, de plek van ontdekking is niet ver van Nag Hammadi waar een paar jaar daarvoor een hele bibliotheek was gevonden. De manuscripten waren stiekem verzameld en naar Zwitserland gesmokkeld door de Cyprioot Phokio Tano uit Caïro, waar ze werden aangekocht door Martin Bodmer (1899–1971).
De serie Papyrus Bodmer ging van start in 1954, er werd een transcriptie van de tekst uitgegeven met een inleiding, voetnoten en vertaling in het Frans. De Bodmer papyri worden nu bewaard in de Bibliotheca Bodmeriana, in Cologny, bij Genève. Sommige papyri kreeg Martin Bodmer niet te pakken en worden elders bewaard. Alfred Chester Beatty kreeg daar wat van in handen en verder bevindt zich nog materiaal in Oxford (Mississippi), Keulen en Barcelona.
Voor het gemak rekenen geleerden deze papyri ook tot de Bodmer papyri. De Bodmer papyri vormen geen gnostische verzameling, zoals de vondsten bij Nag hammedi; men vond er zowel met het heidendom als met het christelijk geloof verbonden teksten. Er zijn ook gedeelten gevonden van ongeveer 35 boeken in het Koptisch. Voor deze vondst waren de oudste bekende teksten in het Boharische dialect van het Koptisch van de negende eeuw. De rest van de documenten is in het Oudgrieks. Wanneer fragmenten van briefwisselingen worden meegeteld, is er sprake van (overblijfselen van) zo’n vijftig teksten. De meeste van deze werken zijn in de vorm van een codex, er zijn maar een paar rollen. Drie handschriften zijn op perkament geschreven.
Boek V en VI van de Ilias van Homerus en drie blijspelen van Menander (Dyskolos Samia  en Aspis zijn onderdeel van de Bodmer papyri, en ook teksten van de evangeliën: Papyrus 66 is een tekst van het Evangelie volgens Johannes. Het handschrift dateert van rond het jaar 200, en wordt gerekend tot het Alexandrijnse teksttype. Afgezien van het fragmentje Papyrus 52 is Papyrus 66 de oudste tekstgetuige van het Johannes-Evangelie, het geeft niet de tekst van Jezus en de op overspel betrapte vrouw in hoofdstuk 8 en laat ook de tekst over het bewegende water weg uit Johannes 5 (zie: Tekstkritiek van de Bijbel).
Papyrus 72 is de oudste kopie van de Brief van Judas en de beide brieven van Petrus. Papyrus 75 is een gedeeltelijke codex die het meeste van Lucas en Johannes weergeeft. Vergelijking van de twee versies van Johannes in de Bodmer papyri met het derde-eeuwse handschrift uit de Chester Beatty papyri overtuigde Floyd V. Filson dat "...er in de derde eeuw in Egypte geen vaststaande tekst was.
Er zijn ook christelijke teksten die in de erop volgende vierde eeuw apocrief gevonden zouden worden, zoals het Kindheidsevangelie van Jacobus. Er is ook een woordenboek Grieks-Latijn, bij sommige van de brieven van Paulus, en er zijn fragmenten van Melito van Sardis. Tussen de werken bevindt zich een christelijk boek Visioen van Dorotheus, zoon van "Quintus de dichter" waarvan men aanneemt dat de niet-christelijke dichter Quintus Smyrnaeus bedoeld wordt. Dit werk is in archaïsche hexameters geschreven, net als de werken van Homerus. De oudst bekende versie van de Derde brief van Paulus aan de Korintiërs is gepubliceerd in Bodmer Papyri X.
De verzameling bevat ook niet-literair materiaal, zoals de brieven van de abts van het klooster van Sint Pachomius. Dit doet vermoeden dat het materiaal afkomstig is uit een kloosterbibliotheek.
Het jongste Bodmer handschrift, 74, dateert uit de 6e of 7e eeuw.

## Verwerving door het Vaticaan
In oktober 2006 kondigde de Bodmer Foundation aan, dat men van plan was om twee van de handschriften voor miljoenen dollars te verkopen om de bibliotheek te financieren die in 2003 gebouwd was. Geleerden werden hier erg ongerust van.
In maart 2007 bleek het Vaticaan Bodmer Papyrus XIV-XV (Papyrus 75), te hebben verkregen. Dit is voor zover we weten het oudste fragment van het Evangelie volgens Lucas, het oudste Onze Vader en een van de oudste handschriften van het Evangelie volgens Johannes.
De papyri waren voor een niet bekendgemaakt "betekenisvol" bedrag verkocht aan Frank Hanna III, uit Atlanta, Georgia. In januari 2007, bood Hanna de papyri aan de paus aan. Ze worden bewaard in de bibliotheek van het Vaticaan; zullen beschikbaar zijn voor wetenschappelijk onderzoek en delen ervan zullen aan het publiek getoond worden.

## Bijbel en verbonden met de Bijbel

### Grieks
- Bodmer II Papyrus 66 Johannes evangelie; AD 200
- Bodmer V — De geboorte van Maria; Apocalyps van Jacobus; 4e eeuw
- Bodmer VII-IX —Papyrus 72 Brief van Judas, 1 en 2 Petrus en Psalm 33 & 34.
- Bodmer X — Brief van de Korintiërs aan Paulus en Derde brief van Paulus aan de Korintiërs; 4e eeuw.
- Bodmer XI — Ode van Salomo 1; 4e eeuw
- Bodmer XIV-XV; Papyrus 75 Lucas en Johannes.
- Bodmer XVII Papyrus 74 Handelingen en Katholieke brieven.
- Bodmer XXIV — Psalm 17:46-117:44; 3e/4e eeuw
- Bodmer XLVI — Daniel 1:1-20

### Koptisch
- Papyrus Bodmer III — Johannes 1:1-21:25; Genesis 1:1-4:2; 4e eeuw; Bohairisch
- Bodmer VI — Spreuken 1:1-21:4; 4e/5e eeuw; Paleo-Theban ("Dialect P")
- Bodmer XVI — Exodus 1:1-15:21; 4e eeuw
- Bodmer XVIII — Deuteronomium 1:1-10:7; 4e eeuw
- Papyrus Bodmer XIX|Bodmer XIX — Matteüs 14:28-28:20; Romeinen 1:1-2:3; 4e/5th eeuw; Sahidisch
- Bodmer XXI — Jozua 6:16-25; 7:6-11:23; 22:1-2; 22:19-23:7; 23:15-24:2; 4e eeuw
- Bodmer XXII (Mississippi Codex II) — Jeremia 40:3-52:34; Klaagliederen; Brief van Jermia; Baruch; 4e,5e eeuw.
- Bodmer XXIII — Jesaja 47:1-66:24; 4e eeuw
- Bodmer XL — Hooglied
- Bodmer XLI — Handelingen van Paulus; 4e eeuw; sub-Achmimisch
- Bodmer XLII — 2 Koritniërs; onbekend dialect unknown
- Bodmer XLIV — Boek Daniel; Boharisch